# 百齡
百齡（穆麟德轉寫：beling，1748年—1816年），张姓，字子頤，号菊溪，内务府汉军正黄旗人，籍河北承德（自署籍三韩）。清朝官員，进士出身。历任湖广、两广、两江总督，授三等男爵、協辦大學士。

## 生平
乾隆三十三年戊子（1768）举人（时隶内务府正黄旗包衣戴保住佐领下），三十七年壬辰（1772）进士，四十二年授翰林院编修，充《四库全书》提调。曾任内务府镶黄旗第二㕘領第五管領（据《钦定八旗通志》）。乾隆四十二年（1777）顺天乡试同考官。乾隆朝，受掌院阿桂看重，督山西学政，改御史，历奉天、顺天府丞，后被罢官，闲职十余年。嘉慶四年（1799），奉天府丞兼學政。嘉慶五年，浙江按察使。六年，貴州布政使，护理貴州巡撫。嘉庆八年九月十四，由云南布政使升任廣西巡撫。嘉庆九年十一月二十九（1804年12月30日），同广东巡抚互调。不久，擢湖广总督，后被两广总督那彦成（大学士阿桂孙）疏劾，罢职，迁实录馆。授福建汀漳龙道，擢湖南按察使，调江苏，以病归。病痊，授鸿胪寺卿，历山东按察使，擢山东巡抚（据《清史稿》）。嘉庆十四年（即1809年2月20日－1811年2月16日），奉旨接替永保擔任兩廣總督，期间以武力和诱降结合的手段，瓦解了张保仔等海盜，授太子少保，賜雙眼花翎，予輕車都尉世職；十四年5月7日，巡视澳门；十四年，两广总督百龄奏折中附有《澳门图说》；十四年6月2日，制定与颁布《华夷交易章程》。嘉慶十六年，任刑部尚書（滿）、都察院左都御史（滿），兼都统。嘉慶十六年至廿一年，任两江总督。在两江总督任上，积极治理河道，十八年授協辦大學士。嘉庆二十年，镇压秘密会首领方荣升，封三等男爵，兼署安徽巡抚。嘉慶二十一年，卒於江寧，賜祭葬，谥文敏。《清史稿·列传一百三十》卷343、《承德府志：人物》卷37 、《國史列傳》有传。乾隆五十四年（1789年）己酉科探花劉鳳誥作《两江总督百公墓志铭》（载劉鳳誥《存悔齋集》卷12）。
任《四库全书》翰林院提調官。有《守意龛诗钞》6卷（嘉庆16年刻本）；其孙儿玉年重辑，收二千余诗，成《守意龛诗集》28卷（道光二十六年（1846）读书乐堂刻本），外孫毓泰校，乾隆二十六年（1761年）辛巳恩科进士松齡 (乾隆进士)（又嵩龄）作序。曾游访桃源县桃花源，作石刻诗《过秦人洞石刻》（嵌入八角亭壁间）（载道光四年《桃源县志》卷14），并有九首关于桃花源的诗载入胡鳳丹《桃花源誌》。书写黄鹤楼上的“三月楚治”匾。时与旗人进士法式善、英和、铁保、德昌 (乾隆進士)、恭泰、亲家王鉴溪与五泰等相唱和。在其《重出山海关至沈阳》诗注中，百龄记其祖先居吉林（载百龄《守意龛诗集》卷17）。
为纪念百龄在兩廣總督任上平定海盗的功绩，宫廷画师袁瑛绘制了《平海还朝图》手卷（1811），进士伊秉绶题签，进士曾燠等跋。

## 家庭
家族世居承德之张三营。
- 曾祖張宏仁，赠光禄大夫。
- 祖父張應魁（c.1690s-1752），直隶正定营都司，赠光禄大夫。嫡祖母崔氏，继祖母沈氏。
- 父张法良（字素庵，1724-1790），乾隆九年（1744）甲子科舉人（时隶内务府正黄旗汉军雅尔岱佐领下，载《钦定八旗通志：文举》），河南陳州府（今周口市）知府。母李氏（祖伯父內務府正白旗漢軍李映，曾祖李國華，堂叔乾隆丁巳恩科進士李質穎）。
- 胞叔张又良。子乾隆五十七年（1792）壬子科舉人张椿齡（时隶内务府正黄旗汉军通源佐领下）；妻徐氏（父正白旗漢軍、乾隆辛卯科舉人徐峻德；胞兄乾隆己亥科舉人徐秉鑑，其女一嫁镶黄旗汉军、吏部尚书郝玉麟之曾孙郝沾（其胞妹郝氏系正蓝旗汉军、道光庚戌（1850）进士胡氏吉惠 (道光进士)的继母、光緒二年丙子（1876）恩科進士胡俊章之继祖母），女二嫁镶黄旗满洲富察氏錫凝（先祖文穆公馬齊），子道光乙未科進士長喆；徐氏先祖多人世袭正白旗汉军第四叅领第二世管佐领）。
  - 孙儿嘉慶庚辰科進士保淳；保丞（又保澂）。
  - 孙儿保榮。其子玉林（字華莊）；妻薩克達氏芳琪（父誠存，母張嘉特氏（父正黃旗蒙古、道光癸巳科三甲進士德成（道光进士），堂叔同榜进士德齡 (道光進士)），胞姊薩克達氏羅芝琪嫁瓜爾佳氏良俊（祖父武壯公長瑞，曾祖莊毅公塔斯哈，胞姊瓜爾佳氏嫁貝子溥倫），胞姊薩克達氏蕓琪嫁索勒豁金氏崇仁（父咸豐二年(1852)壬子恩科進士永順 (咸豐進士)））。
  - 孙女张氏，嫁正黄旗满洲、嘉慶庚午舉人覺羅增齡（字松岩、松崖；胞兄閩浙總督、福州將軍覺羅耆齡 (紅帶子)，父觉罗善廉（字怡庵），祖父覺羅德敏，祖母葉赫那拉氏系鑲紅旗滿洲、甘肃与湖南巡抚常鈞之女、浙江巡抚纳兰常安之胞侄女）。覺羅增齡师从内务府镶黄旗汉军、乾隆六十年（1795年）乙卯恩科进士高鹗，为后者的《月小山房遗稿》作序。
- 胞叔曾良，湖北知縣。子夢齡，安徽通判。
- 胞兄仁齡；妻李氏。
  - 子保勛，山西知縣。
  - 保忠（字恕齋），科举人，任山东平度知州，修《道光重修平度州志》27卷（道光28年刻本》；又任湖北兴国州候补知州，帮办省城武昌军需局务并防守中和门一带城垣，咸丰五年武昌城陷，阵亡（载《胡林翼集》）。妻董氏。
  - 子保廉，妻尚氏（父内务府正白旗汉军、江西景德镇同知尚寧瑞（又尚凝瑞），母楚氏；胞叔尚凝祥；尚凝祥、尚凝瑞共同编写了内务府正白旗汉军尚氏族谱《尚氏宗谱》，道光五年（1825）刻本）。
    - 孙儿玉昌，湖北云梦县知县；妻那拉氏。
    - 孙女张氏，嫁正白旗满洲棟鄂氏福寬（曾祖四川川東道吉陞保（又吉爾彰阿），高祖骑都尉多隆阿）。其子光绪十六年庚寅恩科進士啓綏。女一董鄂氏嫁内务府正黄旗汉军董氏嵩祺（父福恩，祖父廣順，曾祖咸丰朝总管内务府大臣忠毅公文豐，总管圆明园事务，1860年于圆明园投水殉难）。女二董鄂氏嫁鎮國公桂池（先祖敬謹親王蘭布）。
- 胞弟桂齡 (道光年間侍郎)（字丹圃），嘉慶丙辰（1796）科進士，户部左侍郎；与内务府镶黄旗汉军高鹗时有诗歌唱和。养子保忠（字恕齋）。
- 胞兄碩齡，江南盐巡道；彭齡，江西知縣。
- 原配妻邱氏，封一品夫人。继配妻周氏。
- 亲家有王鉴溪。
- 子扎拉芬（钦赐名，字麟圃），袭三等男，著有《南陔遺草》（附于其父《守意龛诗集》后）。
- 女张氏，嫁正藍旗滿洲、嘉慶辛酉科舉人、江蘇蘇松督糧道他塔喇氏舒謙（其胞兄嘉庆六年（1801年）进士秀堃，侄孙女他塔喇氏（祖父葆谦）系正蓝旗汉军、光緒二年恩科進士胡俊章继妻）。其子道光戊子科舉人毓泰。女他塔喇氏（再继配）嫁镶白旗满洲、道光六年(1826)丙戌科進士文端公索綽絡氏麟魁（其子同治甲戌科進士恩壽）。
- 女张氏，嫁鑲白旗漢軍楚氏（其胞兄嘉慶丁丑進士繩格，父乾隆乙未進士五泰）。
- 孙儿玉年，袭三等男，内务府掌仪司员外郎。妻薩克達氏（胞兄鑲黃旗滿洲、道光甲辰科進士崇保，父山海關副都統、奉天府尹興科；胞姊薩克達百保（字友蘭，別號長白女史，著有《冷紅軒詩集》二卷附詞）嫁正红旗满洲瓜爾佳氏延祚（父文华殿大学士文端公桂良），其子署浙江布政史、騎都尉、壯介公麟趾 (瓜爾佳氏)；咸丰十一年（1861年）十二月，太平軍攻破杭州，麟趾殉难，百保怀子布政史印，投池死）。

## 延伸阅读
[在维基数据编辑]
 《清史稿·卷343》，出自趙爾巽《清史稿》